# Campimoptilum smithii
Campimoptilum smithii is een vlinder uit de familie van de Nachtpauwogen (Saturniidae). De wetenschappelijke naam van deze soort is, als Saturnia smithii, voor het eerst gepubliceerd in 1897 door William Jacob Holland.
De soort komt voor in het Afrotropisch gebied waaronder Jemen, Eritrea, Ethiopië, Somalië, Congo-Kinshasa, Oeganda, Kenia en Tanzania.